# グロス＝コブリッツの公式
数学において、 Gross and  Koblitz (1979) によって導入されたグロス＝コブリッツの公式（グロス＝コブリッツのこうしき、英: Gross–Koblitz formula）とは、p進ガンマ関数の値の積を用いてあるガウス和を表現したものである。通常のガンマ関数に対するチョウラ＝セルバーグの公式と類似のものである。ハッセ＝ダベンポートの関係式を含み、シュティッケルベルガーの定理を一般化するものである。Boyarsky (1980) は、Dwork の結果を用いてグロス＝コブリッツの公式に対する別証明を与え、Robert (2001) は初等的な証明を与えた。

## 内容
グロス＝コブリッツの公式とは、ガウス和 τ を p-進ガンマ関数 Γp によって表現した次の式のことを言う。
{\displaystyle \tau _{q}(r)=-\pi ^{s_{p}(r)}\prod _{0\leq i<f}\Gamma _{p}(r^{(i)}/(q-1)).}
但し記号は次のようなものとする。
- q は素数 p のべき pf。
- r は 0 ≤ r < q − 1 を満たす整数。
- r(i) は r の p-進展開の i-回反復ドワークシフト(Dwork's shift)[* 1]
- sp(r) は r の p-進展開における各位の数の和。
- τ は次のガウス和。

{\displaystyle \tau _{q}(r)=\sum _{a^{q-1}=1}a^{-r}\zeta _{\pi }^{{\text{Tr}}(a)}.}
ただしこの和は拡大 Qp(π) 内の 1 の冪根について取られる。
- Γp は p 進ガンマ関数。
- π は πp − 1 = −p を満たすもの。
- ζπ は π2 を法として 1+π と合同な、1 の p 乗根。

## 注